# Casa Klein
La Casa Klein és un edifici aïllat al municipi de Cardedeu (Vallès Oriental) catalogat en l'Inventari del Patrimoni Arquitectònic de Catalunya. El cos primitiu amb façana principal a migdia, la qual és plana, arrebossada i simètrica. Té planta baixa i dos pisos. La coberta és a dues vessants. El portal d'entrada és un arc de mig punt de 19 dovelles, en carreus de granit. A ambdós costats hi ha finestres de llinda plana amb reixat de tipus barrocs. Al primer pis té un balcó amb llindes de tres portalades, i una finestra-balcó a cada costat. En el segon pis hi ha quatre finestres. Totes 24 són també de llinda plana. En un extrem de l'edifici primitiu sobresurt una elegant torre, amb teulada a quatre vessants acabada en punta. L'arrebossat està rebaixat als angles de les parets i a les llindes de les finestres. Hi ha un petit terrat a la teulada.
En el planell de 1777 se’n parla com la "Casa Nueva" i hi destaca una gran superfície de terreny tapiat. Diu P. Comas que fou un tal Antic qui en transformà la seva fisonomia originària: va fer d'una masia una gran mansió; la millor construcció i de proporcions més grans de la Vila. Abans era el Mas Pla i més tard passà dir-se la "Casanova". Quan es va erigir, semblava una fortificació, amb tres o quatre garites, i una gran extensió de terreny emmurallat. L'any 1887 ja era habitada per Rosend Klein; i ell tendí, l'any 1915, a reformar-la, desfigurant-ne fins a cert punt l'arquitectura primitiva. Després passà a ser propietat del senyor Bayer, qui la va atorgar en testament a la Companyia de Maria l'any 1941. Cap als anys 1950, s'afegí un altre cos a la part de darrere, de proporcions més importants que el primitiu, per intentar imitar l'estil de l'original. Amb aquest cos, l'edifici dibuixa una planta en forma de L.